# Samsara Inc.
Samsara Inc. ist ein US-amerikanisches IT-Unternehmen mit Hauptsitz in San Francisco, ⁣⁣⁣das Software, Sensoren und Analytik für industrielle und logistische Abläufe anbietet. Das Unternehmen hat Kunden in ganz Nordamerika und Europa, darunter die Ford Motor Company, General Motors, DHL und Home Depot.

## Geschichte
Die Mitbegründer Sanjit Biswas und John Bicket lernten sich während ihres Studiums am Massachusetts Institute of Technology kennen. Die beiden gründeten Samsara im Jahr 2015, nachdem sie ihr vorheriges Unternehmen Meraki im Jahr 2012 an Cisco Systems verkauft hatten. Samsara wurde ursprünglich gegründet, um Sensortechnologie für industrielle Abläufe bereitzustellen. Andreessen Horowitz wurde ein früher Investor in der Serie A-Finanzierungsrunde.
Samsara stieg im März 2018 zu einem Einhorn auf, als die Bewertung bei einer neuen Finanzierungsrunde auf eine Milliarde US-Dollar stieg. Im Rahmen einer Serie-F-Finanzierungsrunde stieg die Bewertung von Samsara auf 6,3 Mrd. Dollar, wobei Tiger Global Management und Dragoneer Investment Group als Investoren einstiegen.
Im Februar 2019 stellte Samsara neue KI-Dash-Kameras vor, die mit Hilfe von Computervision Straßenszenen und Fahrverhalten interpretieren kann. Im Februar 2021 gab das Start-up bekannt, dass es 300 Millionen US-Dollar an laufenden Abonnementeinnahmen überschritten hat, über 20.000 Kunden gewonnen und sieben neue Patente angemeldet hatte.
Im Dezember 2021 wurde Samsara unter dem Tickersymbol „IOT“ an der New Yorker Börse notiert. Der Börsengang brachte dem Unternehmen 805 Millionen Dollar ein, welches beim Börsendebüt eine Marktkapitalisierung von 11,5 Milliarden US-Dollar erreichte.
Im Dezember 2023 überschritt Samsara die Marke von einer Milliarde Dollar an jährlich wiederkehrenden Einnahmen (ARR).
Im Juni 2024 stellte Samsara den Asset Tag vor, ein kleines Ortungsgerät, das für die Überwachung und Verwaltung von Gegenständen wie Werkzeugkästen und Spezialgeräte entwickelt wurde. Das Asset Tag nutzt die Bluetooth-Technologie und Samsaras Netzwerk von Cloud-verbundenen Geräten, um Unternehmen die bessere Verfolgung von ihrem Inventar zu ermöglichen, mit dem Ziel, die Suchzeit für verlegte Gegenstände zu reduzieren und die Bestandsverwaltung in Branchen wie Transport, Bau sowie Öl und Gas zu vereinfachen.

## Geschäftsmodell
Samsara ist ein Unternehmen, das sich auf die Entwicklung von IoT-Lösungen (Internet der Dinge) spezialisiert hat, um Unternehmen dabei zu unterstützen, ihre Betriebsabläufe zu optimieren und effizienter zu gestalten. Das Unternehmen bietet eine Plattform, die Echtzeit-Daten von vernetzten Sensoren, Kameras und GPS-Geräten sammelt und analysiert. Diese Daten werden genutzt, um Einblicke in Bereiche wie Flottenmanagement, Betriebssicherheit, Energieverbrauch und Standortüberwachung zu liefern. Samsara richtet sich vor allem an Branchen wie Transport, Logistik, Fertigung und Einzelhandel. Zu den Kunden gehören jedoch auch der öffentliche Sektor.

## Geschäftszahlen
Im Jahre 2024 erbrachte Samsara einen Umsatz in Höhe von 937 Millionen US-Dollar, was eine Steigerung von knapp 43,7 % im Vergleich zum Vorjahr war. Gleichzeitig wurde ein Jahresverlust von 287 Millionen US-Dollar erzielt, der den Verlust des Vorjahres leicht überstieg.